# Pallars Jussà

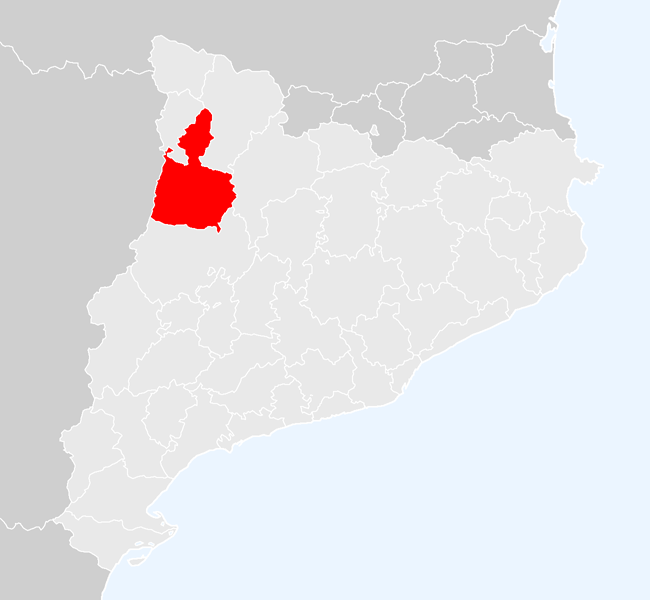
Localização do Pallars Jussà, na Catalunha.

Pallars Jussà é uma região (comarca) da Catalunha. Abarca uma superfície de 1343,08 quilômetros quadrados e possui uma população de 13.467 habitantes.

## Subdivisões
A comarca do Pallars Jussà subdivide-se nos seguintes 14 municípios:
- Abella de la Conca
- Castell de Mur
- Conca de Dalt
- Gavet de la Conca
- Isona i Conca Dellà
- Llimiana
- La Pobla de Segur
- Salàs de Pallars
- Sant Esteve de la Sarga
- Sarroca de Bellera
- Senterada
- Talarn
- La Torre de Cabdella
- Tremp